# Којнџок (Северна Каролина)
Којнџок (енгл. Coinjock) насељено је место без административног статуса у америчкој савезној држави Северна Каролина.

## Демографија
По попису из 2010. године број становника је 335.
| Група             | 2000.    | 2010.       |
| Белци             | 0 (0,0%) | 302 (90,1%) |
| Афроамериканци    | 0 (0,0%) | 7 (2,1%)    |
| Азијати           | 0 (0,0%) | 0 (0,0%)    |
| Хиспаноамериканци | 0 (0,0%) | 15 (4,5%)   |
| Укупно            | 0        | 335         |